# Frano Alfirević
Frano Alfirević (Zara, 11 settembre 1903 – Zagabria, 2 febbraio 1956) è stato un poeta jugoslavo di etnia croata.

## Biografia
Frano Alfirević nacque a Zara (all'epoca impero austro-ungarico) l'11 settembre 1903, figlio di Josip, un impiegato e di Lucija.
Ha studiato dapprima a Ragusa e a Cattaro, successivamente letteratura latina e studi slavi all'Università di Zagabria e a quella di Parigi.
Nel 1934 soggiornò a Grenoble e in Bretagna, dove studiò la vita dei pescatori bretoni e scrisse degli articoli su di loro, ottenendo premi e riconoscimenti per questo suo impegno.
Ha lavorato come professore di ginnasio a Trebigne, Sarajevo, Belgrado, Zemun e Zagabria.
Scrisse poesie, saggi, libri di viaggio e recensioni per numerose riviste e giornali, tra i quali Mlada Jugoslavija (Giovane Jugoslavia, 1922-1923), Orkan (Uragano, 1923-1924), Vedrina (Serenità, 1924), Misao (Il pensiero, 1925-1929), Demokrata (I democratici, 1927), Prosvjeta (L'istruzione, 1935, 1936, 1939), Jugoslavija (Jugoslavia, 1940), Nova Hrvatska (Nuova Croazia, 1944).
Tra le raccolte di poesie menzionamo: Poesie (Pjesme, 1934); Mare e città lontane (More i daleki gradovi, 1941); Canti scelti (Izabrane pjesme, 1952), nelle quali le tematiche principali furono il mare, i paesaggi delle città costiere e quello bosniaco e si caratterizzarono per l'intimità, l'introspezione serena e confessionale, i toni elegiaci.
Alfirević espresse poeticamente sentimenti, talvolta, di ansia e di delusione di fronte al vasto mondo che è per lui un ambiente di sofferenza e di dolore, e manifestò una poetica malinconia e una nostalgia lirica meditativa.
Le liriche furono intrise di note dolenti, ispirate dall'«angoscia dell'albergo», dall'«angoscia del circo», dall'«angoscia del serraglio», dall'«angoscia della miniera».
Il poeta, comprendendo la propria impotenza, comune a tutti gli uomini, i quali sono «minuscoli... come mendicanti dinanzi all'enorme realtà», si sentì abbandonato e sembrò impaurito, perché «ci sono al mondo molti uomini, città e donne», ma tutto è destinato a restare «sinistramente ignoto».
Alfirević notò segnali di sofferenza dovunque nel creato, negli occhi degli animali come gli asinelli trasportanti some pesanti, così nelle mani dei marinai, negli alberi costieri e nelle località bosniache.
Alfirević si dimostrò un sognatore e a tal riguardo scrisse che «i sognatori muoiono di fame, avendo vissuto di sogni, e la vita passa indifferente su di essi come marcia funebre».
Il recupero di forme più tradizionali di poeticità, così come influenze espressioniste e narrativa, furono fondamentali nel suo stile poetico.
Nella letteratura di viaggio, Viaggi nel mondo e saggi (Putopisi i eseji, 1942), descrisse le bellezze di Mateševo, trovando una somiglianza tra il paesaggio reale e quello spirituale.
Si dedicò alla traduzione di opere della letteratura italiana, tra le quali Giuseppe Ungaretti, Luigi Pirandello, Giacomo Leopardi, e di quella francese, come Pierre Loti, Paul Valéry.
Frano Alfirević morì a Zagabria il 2 febbraio 1956.

## Opere

### Poesie
- Poesie (Pjesme, 1934);
- Mare e città lontane (More i daleki gradovi, 1941);
- Canti scelti (Izabrane pjesme, 1952).

### Prosa e saggi
- Viaggi nel mondo e saggi (Putopisi i eseji, 1942);
- Prosa. Opere in prosa selezionate (Proza. Izabrani prozni radovi, 1956).